# Gátova
Gátova (em valenciano e oficialmente) ou Gàtova (em castelhano) é um município da Espanha, na província de Valência, Comunidade Valenciana. Tem 30,4 km² de área e em 2021 tinha 419 habitantes (densidade: 13,8 hab./km²). Pertence à comarca de Camp de Túria e limita com os municípios de Marines, Serra, Olocau, Altura e Segorbe.